# 五反田町 (名古屋市)
五反田町（ごたんだちょう）は、愛知県名古屋市北区にある地名。丁番を持たない単独町名である。住居表示未実施。

## 地理
名古屋市北区北西部に位置する。東は生棚川を境にして楠、西は丸新町・玄馬町・落合町、南は西味鋺、北は丸新町・若鶴町に接する。ただし、町域南部の新地蔵川は楠町如意（字仲田・尻広・長ノ島）として残り、町域は分断されている。

### 河川
- 新地蔵川
- 生棚川

## 歴史

### 町名の由来
如意の字五反田に由来する。五反田は土地の面積に由来するという。また、柳田國男の『地名の研究』には、一般的に「五反田」という字は新田開発などで耕地を配分する際の一筆ごとの面積に由来するとある。

### 沿革
- 1978年（昭和53年）8月27日 - 楠町如意字池田・洗浞・桟敷・坊地・生棚・菱池・仲田・鳥見塚・尻広・長ノ島の各一部および五反田の全部・楠町味鋺字四反田・西御手作の各一部により成立[1]。

## 世帯数と人口
2019年（平成31年）1月1日現在の世帯数と人口は以下の通りである。
| 町丁     | 世帯数  | 人口  |
| -------- | ------- | ----- |
| 五反田町 | 430世帯 | 754人 |

### 人口の変遷
国勢調査による人口の推移
| 1995年（平成7年）  | 998人   | [ WEB 5 ] |  |
| 2000年（平成12年） | 1,141人 | [ WEB 6 ] |  |
| 2005年（平成17年） | 1,048人 | [ WEB 7 ] |  |
| 2010年（平成22年） | 1,070人 | [ WEB 8 ] |  |
| 2015年（平成27年） | 1,006人 | [ WEB 9 ] |  |

## 学区
市立小・中学校に通う場合、学校等は以下の通りとなる。また、公立高等学校に通う場合の学区は以下の通りとなる。
| 番・番地等 | 小学校             | 中学校             | 高等学校 |
| ---------- | ------------------ | ------------------ | -------- |
| 全域       | 名古屋市立楠小学校 | 名古屋市立楠中学校 | 尾張学区 |

## 交通

### バス
- 名古屋市営バス（名古屋市交通局）
  - 新川中橋停留所
    - ウのりば - 黒川11系統（黒川行）・楠巡回（西味鋺経由左回り如意車庫前)[WEB 12]

### 道路
- 国道41号（空港線）（名古屋高速1号楠線）

## 施設
- 愛生会看護専門学校
- 楠メンタルホスピタル
- 五反田自転車等保管場所
- 生棚公園

1982年（昭和57年）4月1日供用開始。
- 菱池公園

1975年（昭和50年）12月18日供用開始。
- 新生第2保育園さくらナーサリー
- 介護老人保健施設サンくすのき

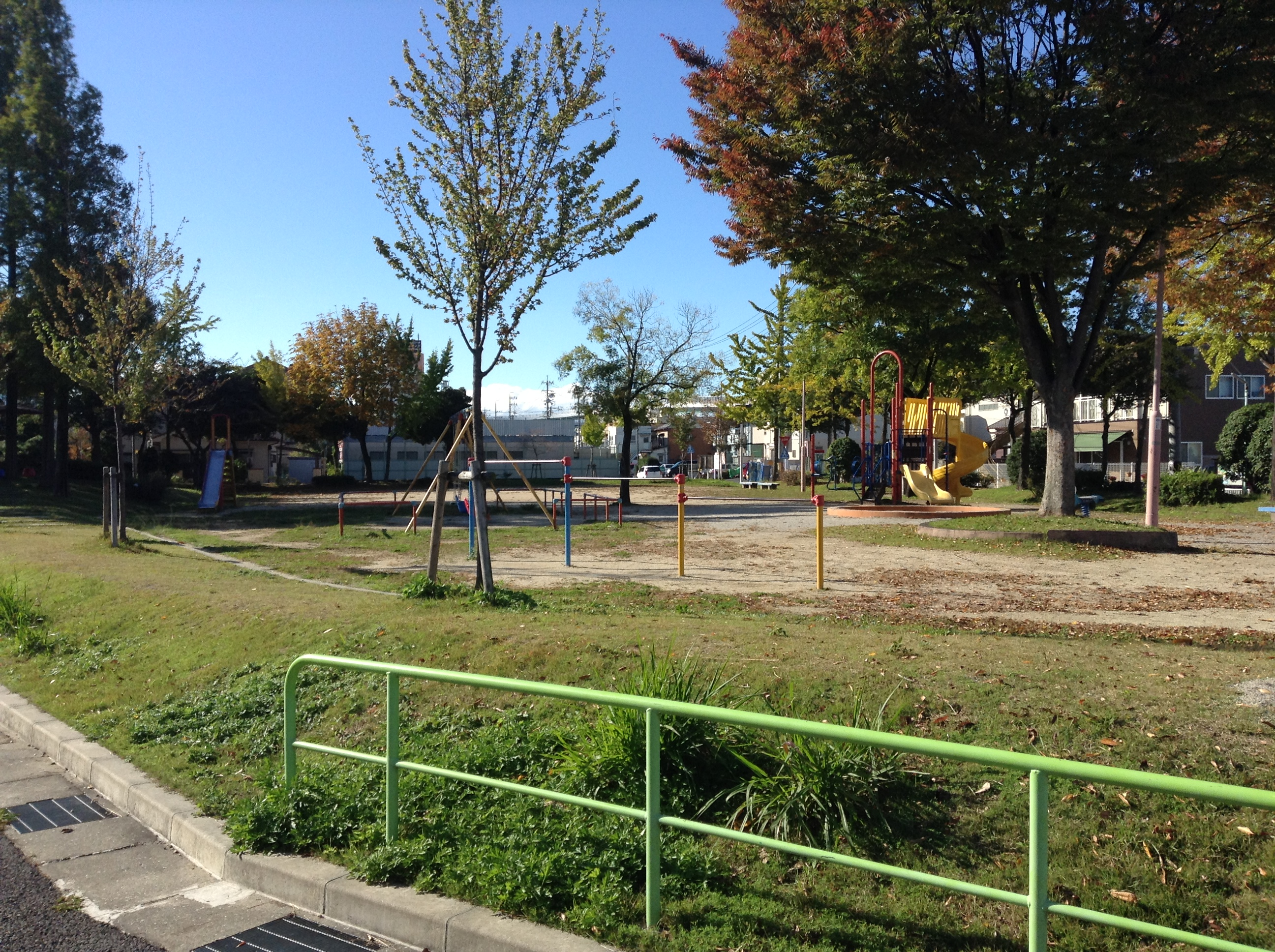
生棚公園（2013年11月）
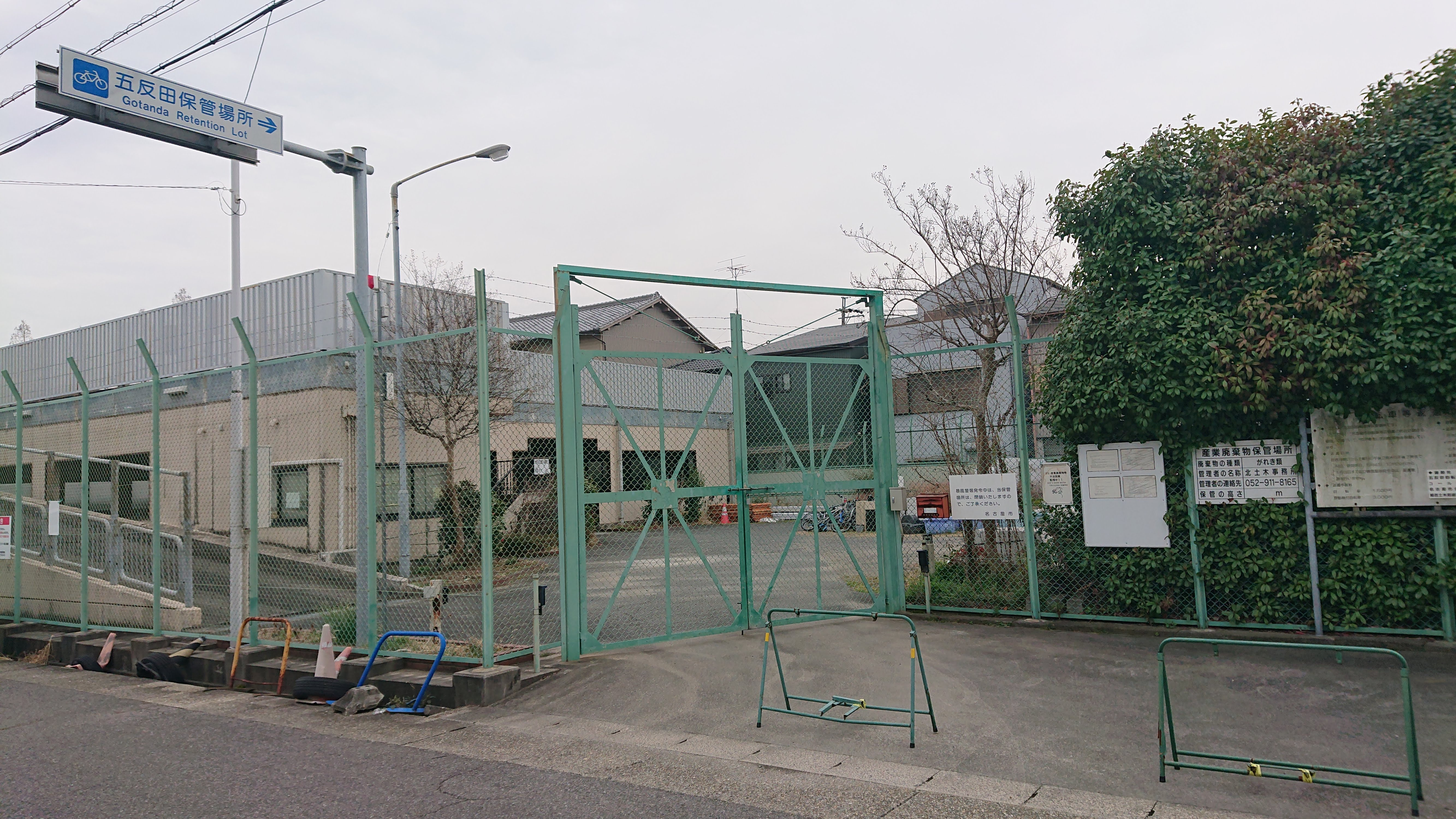
五反田自転車等保管場所（2019年3月）
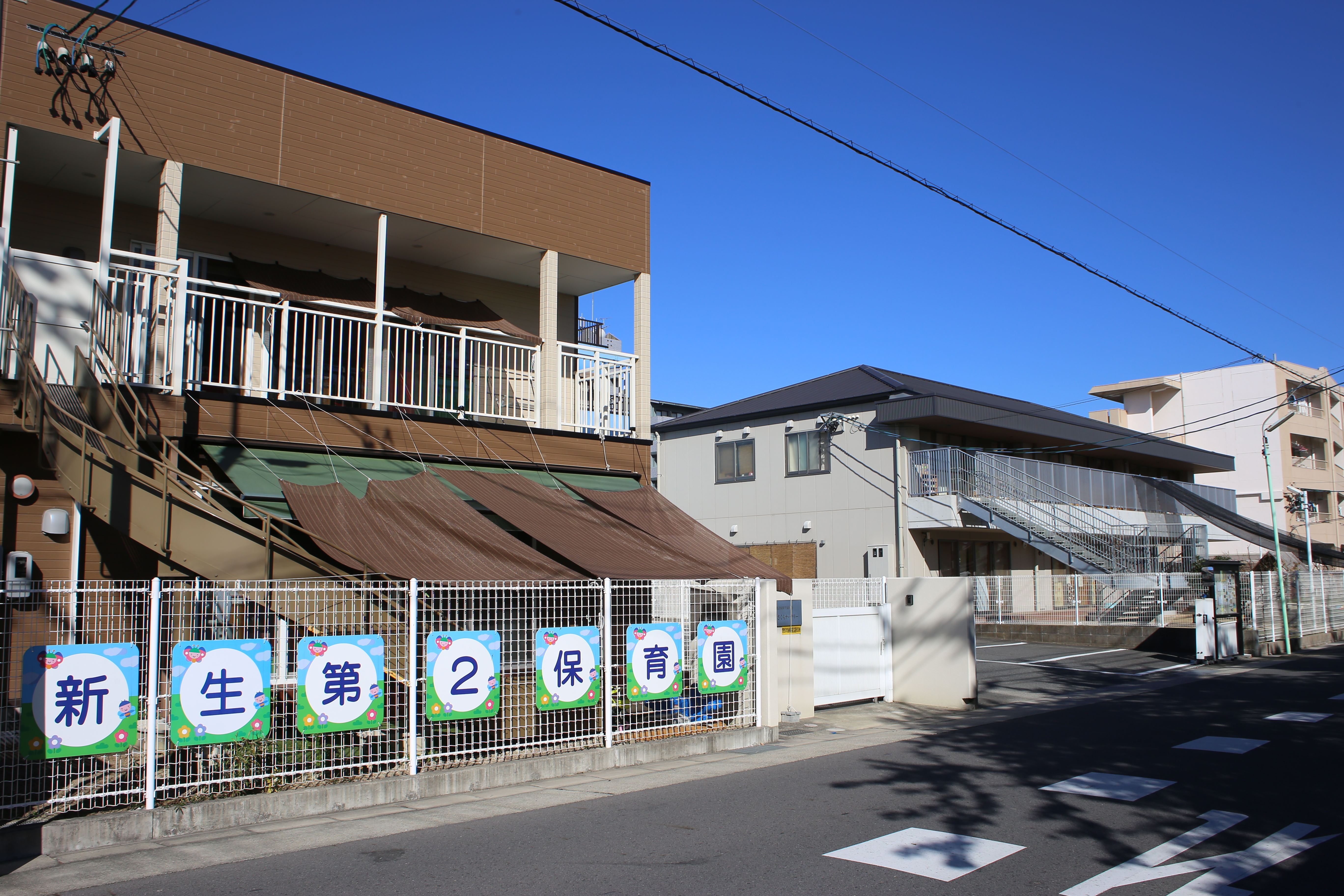
新生第2保育園さくらナーサリー（2018年11月）

## その他

### 日本郵便
- 郵便番号 : 462-0011[WEB 2]（集配局：名古屋北郵便局[WEB 14]）。

### WEB
1. 1 2  “町・丁目(大字)別、年齢(10歳階級)別公簿人口(全市・区別)”.   名古屋市 (2019年1月23日). 2019年1月23日閲覧。
2. 1 2  “郵便番号”.  日本郵便. 2019年1月6日閲覧。
3. ↑  “市外局番の一覧”.   総務省. 2019年1月6日閲覧。
4. ↑  “北区の町名一覧”.   名古屋市 (2015年10月21日). 2019年1月12日閲覧。
5. ↑  総務省統計局 (2014年3月28日). “平成7年国勢調査の調査結果(e-Stat) - 男女別人口及び世帯数 －町丁・字等” (CSV). 2019年4月27日閲覧。
6. ↑  総務省統計局 (2014年5月30日). “平成12年国勢調査の調査結果(e-Stat) - 男女別人口及び世帯数 －町丁・字等” (CSV). 2019年4月27日閲覧。
7. ↑  総務省統計局 (2014年6月27日). “平成17年国勢調査の調査結果(e-Stat) - 男女別人口及び世帯数 －町丁・字等” (CSV). 2019年4月27日閲覧。
8. ↑  総務省統計局 (2012年1月20日). “平成22年国勢調査の調査結果(e-Stat) - 男女別人口及び世帯数 －町丁・字等” (CSV). 2019年4月27日閲覧。
9. ↑  総務省統計局 (2017年1月27日). “平成27年国勢調査の調査結果(e-Stat) - 男女別人口及び世帯数 －町丁・字等” (CSV). 2019年4月27日閲覧。
10. ↑  “市立小・中学校の通学区域一覧”.   名古屋市 (2018年11月10日). 2019年1月14日閲覧。
11. ↑  “平成29年度以降の愛知県公立高等学校（全日制課程）入学者選抜における通学区域並びに群及びグループ分け案について”.   愛知県教育委員会 (2015年2月16日). 2019年1月14日閲覧。
12. ↑  名古屋市交通局. “なごや地図ナビ 新川中橋”. 2013年11月24日閲覧。
13. 1 2  “都市公園の名称、位置及び区域並びに供用開始の期日” (2019年5月1日). 2019年11月3日閲覧。
14. ↑  郵便番号簿 平成29年度版 - 日本郵便. 2019年01月06日閲覧 (PDF)

### 書籍
1. 1 2  名古屋市北区役所市民室『北区 私たちのまち』名古屋市北区役所、1979年3月、57頁。
2. ↑  名古屋市北区役所市民室『北区 私たちのまち』名古屋市北区役所、1979年3月、12頁。
3. ↑  名古屋市楠町誌編纂委員会（編著）『名古屋市楠町誌』名古屋市楠町誌刊行会、1957年10月、123頁。
4. ↑  柳田國男『地名の研究』古今書院、1936年1月、109頁・254頁。（国立国会図書館近代デジタルライブラリー地名の研究109頁・254頁）